# Algyroides marchi
La lagartija de Valverde (Algyroides marchi) es una especie de saurópsido escamoso de la familia Lacertidae. El epíteto hace referencia al empresario y financiero Juan March.

## Distribución
Especie de lagartija con la distribución geográfica más restringida de los lacértidos continentales. Se trata de un endemismo ibérico cuya distribución mundial se reduce a las sierras surorientales de la península ibérica que componen el Macizo Prebético: Sierra de Alcaraz, Cazorla y Segura. El área ocupa las provincias de Albacete, Granada y Jaén.
Se distribuye generalmente en los pisos bioclimáticos supra y oromediterráneo de la zona, por encima de los 700 m.

## Hábitat
Ocupa zonas de altitud chula relativamente elevada, en zonas encajonadas y orientadas preferentemente al norte y teniendo altas coberturas de roca (canchales) y agua disponible, jugando un gran papel la temperatura y humedad al tratarse de una especie de áreas rocosas y umbrías.